# Bobby Beausoleil
Robert Kenneth "Bobby" Beausoleil (Santa Barbara, 6 de novembro de 1947) é um músico, ator e homicida norte-americano, ex-integrante da Família Manson, condenado à prisão perpétua por assassinato.
Beausoleil participou de bandas de rock de menor expressão ainda na adolescência, em 1965-66, e de alguns filmes menores, entre eles um erótico, onde conheceu
Catherine Share, apelidada de ‘Gipsy’, que com ele viria a ser uma das integrantes mais proeminentes da ‘família’ de Charles Manson. Este filme foi rodado num local chamado Spahn Ranch, que tempos depois seria o local de moradia de Manson e seus seguidores.
Em 27 de julho de 1969, Beausoleil, então integrando o grupo de Manson, foi a casa do músico Gary Hinman cobrar uma dívida de drogas, e com a recusa do músico em pagá-la ele o manteve em cárcere privado por dois dias, ajudado por Mary Brunner e Susan Atkins, outra das mulheres da ‘família’, que alguns dias depois assassinaria Sharon Tate. Na primeira noite de cativeiro de Hinman, Charles Manson foi até a casa do músico e o feriu à faca no rosto. No dia seguinte, Beausoleil, ajudado por Atkins, assassinou Hinman a facadas, escrevendo “Porco Político’ com o sangue da vítima na parede da casa. O ato de escrever mensagens com sangue nas paredes e portas das casas de suas vítimas, seria uma constante dos próximos assassinatos da Família Manson. No dia 6 de agosto, Beausoleil foi preso enquanto dormia dentro do carro roubado de Hinman.
Em 18 de abril de 1970, uma corte superior de justiça de Los Angeles condenou Beausoleil, então com 22 anos, à morte por assassinato em primeiro grau. A sentença, entretanto, foi comutada para prisão perpétua no início de 1972, enquanto ele aguardava a execução, quando a Suprema Corte da Califórnia declarou a pena de morte inconstitucional no estado.
No fim de década de 1970, ele compôs e gravou, com permissão do sistema correcional, a trilha sonora do filme Lucifer Rising, e dois álbuns de música instrumental. Em 2005, teve uma seleção de seu trabalho artístico na prisão exposto numa galeria de arte de Los Angeles, que, anteriormente à sua exposição, tinha sediado uma mostra de fotos de Sharon Tate.
Preso desde 1969, Beausoleil tem visto ser negadas todas as suas petições, através das décadas, do benefício da liberdade condicional, assim como todos os outros membros da Família Manson condenados à prisão perpétua pelos assassinatos Tate-LaBianca.